# Easy on Me (Rudimental e The Martinez Brothers)
Easy on Me è un singolo del gruppo musicale britannico Rudimental e del gruppo musicale statunitense The Martinez Brothers, pubblicato il 20 marzo 2020.

## Descrizione
Caratterizzato da sonorità prevalentemente club, il brano ha segnato la terza collaborazione tra i due gruppi dopo i singoli No Fear del 2017 e Sitigawana del 2019.

## Tracce
1. Easy on Me – 3:47